# Tetramsäure
Die Tetramsäure ist eine chemische Verbindung aus der Gruppe der Pyrrolidin-Derivate und ein β-Keto-γ-butyrolactam.

Auswahl tautomerer Formen der Tetramsäure

Sie tritt in mehreren tautomeren Formen auf, dabei wird die Diketo-Form jedoch bevorzugt. Tetramsäure kann als Stickstoff-Analogon der Tetronsäure aufgefasst werden, die ebenfalls Keto-Enol-Tautomerie zeigt.
Tetramsäure selbst kommt in der Natur in freier Form praktisch nicht vor, jedoch vielfältig in Derivaten bei marinen Wirbellosen, etwa Schwämmen, Schleimpilzen und Mikroorganismen, bei denen sie verschiedene Funktionen, z. Bsp. als Farbstoffe, erfüllen. Beim Menschen sind einige Tetramsäurederivate als Antibiotika (Cyclopiazonsäure, Magnesidin, Tenuazonsäure) oder gegen Leukämiezelllinien (Aurantosid A und Aurantosid B) wirksam.